# 中野貴志
中野 貴志（なかの たかし、1961年12月19日 - ）は日本の物理学者。大阪大学教授。大阪大学核物理研究センター長。理学博士（京都大学、1991年）。大阪市出身。2003年7月大型放射光施設SPring-8で合計五つのクォークと反クォークから構成されている重粒子ペンタクォークの存在を確認した、と主張。

## 略歴

### 学歴
- 1985年3月 - 京都大学理学部物理学科卒業
- 1987年3月 - 京都大学大学院理学研究科物理学専攻修士課程修了
- 1991年1月 - 京都大学大学院理学研究科物理学専攻博士後期課程修了

### 職歴
- 1988年4月 - 日本学術振興会特別研究員
- 1991年2月 - アルバータ大学研究員
- 1993年9月 - 大阪大学理学部助手
- 1996年10月 - 大阪大学核物理研究センター助教授
- 2000年5月 - 大阪大学核物理研究センター教授
- 2013年4月 - 大阪大学核物理研究センター教授・核物理研究センター長

## 受賞歴
- 2003年 - 「レーザー電子ガンマ線による新粒子の発見」の業績により仁科記念賞を受賞
- 2020年 - 第2回日本オープンイノベーション大賞 日本学術会議会長賞「先導的な量子ビーム応用によるスマートな健康長寿社会の創出」を受賞

## ペンタクォークの発見は誤りだった
2002年、中野貴志らは、ペンタクォークを発見したと発表した。しかし、その他の多くの実験グループはペンタクォーク状態が存在する証拠を発見できず、2005年にはペンタクォークの発見は誤りだったと結論された。特に、トーマス・ジェファーソン国立加速器施設（米国バージニア州ニューポートニューズ）を使った研究チームは、SPring-8と同様の測定を行い、さらに多くのデータを得た上でペンタクォークの存在を否定した。
このエピソードは、科学者がデータにだまされ、そこにある以上のものを見いだしてしまうことがある好例と見なされた。

## K値
2020年に流行した新型コロナウイルスを巡っては、感染収束のスピードを、直近1週間の感染者数を累計の感染者数で割った数字で予測する独自理論の『K値』を公表し、コロナウイルス感染症の拡大・収束動向を見極める実用的な指標だと主張した。同年5月14日には吉村洋文大阪府知事が大阪府が用いている「大阪モデル」の数値基準の一つと考え方が近いとして取り上げたことでマスコミの脚光を浴びた。6月12日の大阪府の専門家会議に出席した中野はコロナ第1波の終息について「自然減の可能性がある」と指摘し国や大阪府が3月以降行った自粛要請には「効果が無かった」と断言した。吉村はこれに対し「その時の判断として必要だったと思うが、一つの有力な意見だ」と強い関心を示した。この後、「大阪モデル」には一部K値の考え方が導入され、経済活動を重視して赤信号を灯しにくくする変更にかじを切った。しかし、「K値」の予測では第2波は7月上旬には感染者数がピークアウトする見通しであったのに対し、その後も感染者は増え、K値による感染状況の予測には狂いも生じた。2020年11月には、Journal of Medical Internet Research（査読済、オープンアクセス誌）に掲載された。また、中野はコロナ第3波について「2020年11月にはピークを越える」と予測した。しかし、2021年に入っても状況は悪化の一途をたどったため、政府が緊急事態宣言を出すに至った。
東京大学大学院数理科学研究科教授の稲葉寿は武見基金 COVID-19有識者会議に寄稿した「感染症数理モデルとCOVID-19」において、K値を「流行の要素ともいうべき各ゴンペルツ曲線を生成するメカニズムが解明されない以上、事後的にデータを再現することができても、現象の因果的理解には寄与しないし、流行予測としては機能しないであろう。」と評価した。